# Poliuretano termoplástico
El poliuretano termoplástico es una de las variedades existentes dentro de los poliuretanos. Es un polímero elastomérico lineal y, por ello, termoplástico. No requiere vulcanización para su procesado, pero en el año 2008 se introdujo un novedoso proceso para reticularlo. Este elastómero puede ser conformado por los procesos habituales para termoplásticos, como moldeo por inyección, extrusión y soplado. Como elastómero termoplástico en base uretano se abrevia TPE-U, pero se designa comúnmente como TPU (en inglés de Thermoplastic Polyurethane).
El poliuretano termoplástico se caracteriza por su alta resistencia a la abrasión, al oxígeno, al ozono y a las bajas temperaturas. Esta combinación de propiedades hace del poliuretano termoplástico un plástico de ingeniería; por esta razón, se utiliza en aplicaciones especiales.

## Polimerización
El poliuretano termoplástico se forma por la reacción de tres materias primas principales, que son:
a. Polioles. (Dioles de cadena larga)
b. Diisocianatos.
c. Dioles de cadena corta.
Polioles e isocianatos son, a su vez, polímeros.
Los PUT4, al igual que los termoplásticos en general, también pueden contener aditivos o cargas para conferir propiedades especiales: plastificantes, ignifugantes, fibras, etc. Por ejemplo, añadiendo fibra de vidrio se alcanzan módulos elásticos de hasta 17 GPa.

## Estructura química
Los polioles de cadena lineal y larga, así como los dioles de cadena lineal y corta, reaccionan con los diisocianatos para formar un polímero semicristalino de estructura lineal (por eso es termoplástico), en el cual la unión de los polioles a los diisocianatos componen la parte amorfa (segmento flexible), y la unión de los dioles de cadena corta con los diisocianatos dan lugar a la parte cristalina (segmento rígido).
El tipo de materia prima, así como las condiciones de la reacción, determinan las propiedades del producto final obtenido. El Poliuretano Termoplástico se puede producir a partir de dos familias de polioles:
a. Polioles de base poliéster.
b. Polioles de base poliéter.
Dependiendo de las familias de materias primas que se utilicen, los TPU tienen las siguientes características generales:

### Polioles de base poliéster
a. Muy buenas propiedades mecánicas.
b. Resistencia a la temperatura.
c. Resistencia a los aceites minerales y a los líquidos hidráulicos.

### Polioles de base poliéter
a. Mayor resistencia a la hidrólisis.
b. Mayor flexibilidad a bajas temperaturas.
c. Resistencia a los microorganismos.

### Isocianatos
Si en lugar de los habituales diisocianatos aromáticos, los polioles se combinan con diisocianatos alifáticos, la característica del TPU que más mejora es la solidez a la luz.

## Propiedades del poliuretano termoplástico

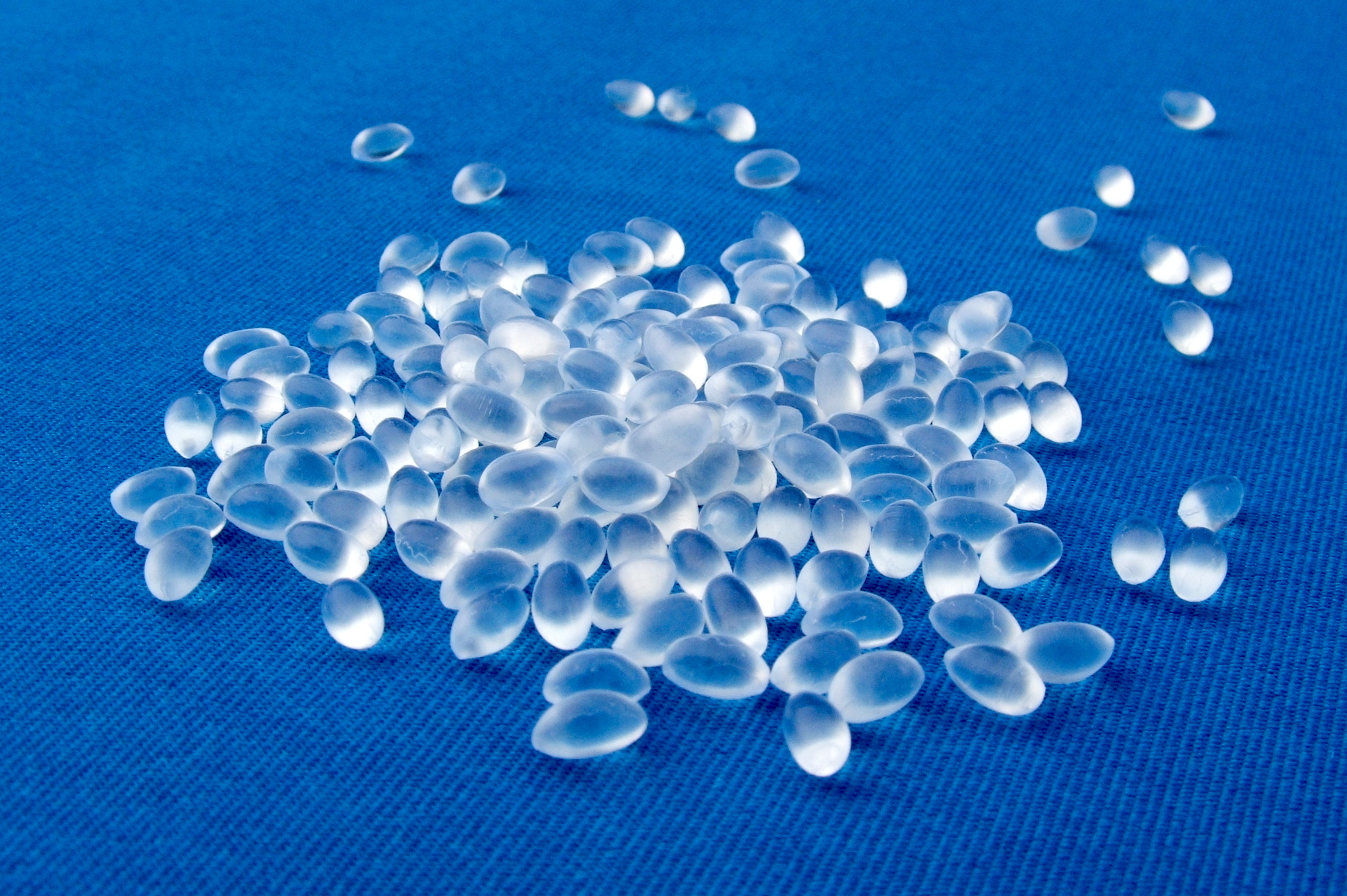
Granza o pellets de poliuretano termoplástico (TPU).

El poliuretano termoplástico es un elastómero que se caracteriza por:
1. Alta resistencia al desgaste y a la abrasión.
2. Alta resistencia a la tracción y al desgaste.
3. Muy buena capacidad de amortiguación.
4. Muy buena flexibilidad a bajas temperaturas.
5. Alta resistencia a grasas, aceites, oxígeno y ozono.
6. Es tenaz.
7. Excelente recuperación elástica.
8. Solidez a la luz (alifáticos).

## Procesos de transformación
Se puede procesar por los métodos de conformado empleados para los termoplásticos, como son: moldeo por inyección, moldeo por soplado y extrusión. En los tres casos hay ciertas peculiaridades distintas a los termoplásticos estándar, por lo que informarse bien antes de procesar es fundamental.
Especialmente importantes son las recomendaciones para el moldeo por inyección, pues sus requerimientos son opuestos a los TPE más comunes (TPV) y el diseño de moldes, cámaras calientes y sus boquillas requieren atención especial antes de validar los utillajes.
Si el punto de fusión es bajo, también los TPUs se pueden aplicar como "hotmelts" y se utilizan los mismos equipos que para éstos. Se pueden extrusionar folios y láminas de estos hotmelts e incluso laminarlos con otros materiales, por ejemplo textiles.
La granza de TPU también se puede pre-expandir y luego agregar entre sí por el mismo proceso con que se moldean polipropileno y poliestireno expandidos, es decir, a las "perlas" con que se llena un molde se les aplica vapor de agua y presión. El material se denomina E-TPU y se le conoce como "Infinergy"

## Aspecto
Siendo un polímero semicristalino, dependiendo de su grado de cristalización puede mostrase desde muy transparente hasta completamente opaco. Transparente si es muy amorfo y opaco si el grado de cristalización es alto. Tanto la formulación, como el proceso de polimeración y la posterior transformación durante la fabricación de las piezas, influyen en el grado de cristalinidad final y, por tanto, en el aspecto.
Puede mostrarse como un elastómero muy blando hasta muy duro. El rango de durezas existente en el mercado va desde Shore 35 A hasta Shore 80 D.
La baja viscosidad de la masa fundida hace que copie muy bien los detalles del molde, por ello el TPU es muy apreciado cuando se quiere obtener con un elastómero termoplástico superficies blandas con estructura superficial muy detallada.
Además, los tipos blandos y sin plastificantes (dureza shore entre 55 A y 80 A) tienen un tacto suave, pero también seco, por lo que su háptica es excepcional. Tanto, que su uso desplaza desde el año 2008 a las lacas tipo "soft" para mejorar sustancialmente la durabilidad de las piezas. En estos casos el TPU se aplica sobremoldeando por inyección un sustrato rígido adecuado. Otro uso es el extrusionado y calandrado de estos materiales blandos para obtener superficies de excelente háptica que imitan piel. Laminados con otros materiales se obtienen estructuras complejas que, por ejemplo, se usan en recubrimientos de interiores del automóvil.

## Aplicaciones
Entre sus aplicaciones se encuentran:
- Recubrimiento de cables para robots, para sistemas de seguridad del automóvil y otros cables especiales.
- Mangueras, tubos y perfiles flexibles, para máquinas y aparatos.
- Fibra textil elástica, empleadas en ropa (deportiva y de baño) y aplicaciones industriales, tanto de tejidos como de no tejidos (non woven).
- Láminas y películas, para laminado de vidrio blindado, para impermeabilizaciones de ropa y colchones, dada la permeabilidad al vapor de agua de algunos grados.
- Filamentos impresión 3D. El TPU es el material elástico de referencia para los filamentos flexibles usados por el proceso FDM. Comercialmente la gama abarca desde dureza shore 70 A hasta shore 83 D, pero los más habituales son de 85 A hasta 95 A.
- Componentes para automóvil, tanto soft touch en el habitáculo, como piezas del chasis y compartimento motor. Pomos de cambio de marchas, fundas de asientos, recubrimiento de laterales de puerta y consola central, fuelles, topes de amortiguadores, conectores y fijaciones eléctricas, antenas y protecciones exteriores tipo air-bump, etc.
- Artículos deportivos, interiores de cascos de football americano, balones oficiales de distintos deportes, suelas y otros componentes de calzado deportivo, por ejemplo botas de fútbol y botas de esquí. La aplicación principal del E-TPU son entresuelas de calzado deportivo (Adidas Boost) y profesional (Elten), pero también raquetas de paddle (Dunlop Blast) y otros artículos deportivos.
- Suelas de calzado, tanto de moda como calzado profesional, y tapetas para tacones.
- Ruedas para maquinaria, juntas, cribas, topes de amortiguación y mangos de herramientas.
- Placas de asiento para ferrocarril.
- Artículos para agricultura, ganadería y pesca. Crotales para marcado de animales.
- Fundas de teléfonos móviles.
- Auriculares.

## Reciclaje
Este material puede ser reciclado, al igual que los demás termoplásticos. Puede ser identificado con el siguiente símbolo:

El poliuretano termoplástico es también reciclable, al igual que otros termoplásticos, como el polietileno, polipropileno o poliestireno.